# 2007年ウクライナ最高議会選挙
2007年ウクライナ最高議会選挙は、ウクライナの立法府であるウクライナ最高議会（ヴェルホーヴナ・ラーダ。一院制）を構成する議員を選出するため2007年9月30日に投票が行われた選挙である。

## 経緯
前年3月に行われた議会選挙では、ヤヌコーヴィチ元首相が率いる地域党とティモシェンコ前首相が率いる「ティモシェンコ・ブロック」が躍進した。与党連合を結成するための交渉は難航し、選挙から5ヶ月後の8月、ユーシェンコ大統領の支持母体である「我らのウクライナ」と地域党、ウクライナ社会党、ウクライナ共産党の4党による大連立政権が発足し、ヤヌコーヴィチが首相に任命された。しかし大統領と首相の権限を巡ってユーシェンコとヤヌコーヴィチの間で対立が生じ始め、10月には「我らのウクライナ」が連立政権からの離脱を表明し、同会派出身閣僚の多くが12月末までに解任される事態となった。しかも翌2007年3月の与党による野党議員の引き抜きをきっかけに、ユーシェンコ大統領とヤヌコーヴィチ首相間の対立は先鋭化し、政治的危機を迎えた。この事態を収拾するため両派は5月27日、議員任期満了前の解散総選挙を同年の9月30日に行うことで合意し、政治的危機はとりあえず終息できた。このような経緯を経て9月30日に最高議会選挙が行われた。

## 選挙データ
- 議員定数：450議席
- 議員の任期：5年（解散あり）
- 選挙権：18歳以上かつ直近で5年以上ウクライナに居住している者
- 被選挙権：21歳以上かつ選挙権者と同様に5年以上ウクライナに居住している者
- 選挙制度：比例代表制
  - 全国を1選挙区とし、有権者は政党もしくは選挙連合のいずれかに投票する（拘束名簿式）。
  - 議席配分は、全国集計で有効投票の3％以上（阻止条項）を得た政党若しくは選挙連合に対し、最大剰余方式（ヘアー式）で配分する。

## 主な政党及び選挙連合
ここでは前回選挙で議席を獲得した政党及び選挙連合で今回も候補者を擁立した政党及び選挙連合を紹介する。

### 地域党
ウクライナ語：Партія регіонів。英語：Party of Regions
- 党首：ヴィクトル・ヤヌコーヴィチ元首相。
- ウクライナ東部のロシア系住民を支持基盤とする親ロシアの政党。

### ティモシェンコ・ブロック
ウクライナ語：Блок Юлії Тимошенко。英語：Block of Yulia Tymoshenko
- ブロック構成党派
  - 祖国党：ティモシェンコ・ブロックの中核政党。1999年にティモシェンコらが結成した。
  - ウクライナ社会民主党：1998年に結成された社会民主主義政党。
  - 改革・秩序党：1997年に改革派の経済学者ピンゼニクが中心となって結成した中道右派政党。
- 西部ウクライナ地方に居住するウクライナ人を主要な支持基盤とし、親欧米路線を採る。

### 「我らのウクライナ・人民自衛」連合
ウクライナ語：Блок "НАША УКРАЇНА – НАРОДНА САМООБОРОНА。英語："Block “Our Ukraine – Peoples’ Self-Defense”
- ブロック構成党派
  - パラー党
  - ヨーロッパ党
  - 人民ルフ
  - 人民同盟我らのウクライナ
  - 祖国同盟党
  - キリスト教民主同盟党
  - ウクライナよ前へ
  - ウクライナ人民党
  - ウクライナ共和党

前回は選挙連合「我らのウクライナ」で選挙戦を戦い、得票13.95％で第3党となった。

### ウクライナ共産党
ウクライナ語：Комуністична партія України。英語：Communist Party of Ukraine
- 1993年にドネツク州党委員会の第2書記であったシモネンコが中心となって結成。

### リトヴィン連合
（Блок Литвина）
- ブロック構成党派
  - 人民党（Народна партія）
  - 労働党（Трудова партія України）

### ウクライナ社会党
ウクライナ語：Соціалістична партія України。英語：Socialist Party of Ukraine
- 1991年に當時活動を禁止されていたウクライナ共産党の代替政党として結成された。共産党の活動が認められた後は、社会民主主義政党として独自色を強めている。

### 急進社会党
ウクライナ語：Прогресивна соціалістична партія України。英語：Progressive Socialist Party of Ukraine
- 1995年にウクライナ社会党を脱退したメンバーにより1996年に結成された政党。

## 選挙結果
投票日：2007年9月30日
| 登録有権者 | 37,588,040 |
| 投票数     | 23,315,257 |
| 投票率     | 62.02%     |

| 政党及び選挙連合                   | 得票数     | 得票率 | 議席数 | 議席率 |
| ---------------------------------- | ---------- | ------ | ------ | ------ |
| 地域党                             | 8,013,895  | 34.37  | 175    | 38.04  |
| ティモシェンコ・ブロック           | 7,162,193  | 30.71  | 156    | 33.91  |
| 「我らのウクライナ・人民自衛」連合 | 3,301,282  | 14.15  | 72     | 15.65  |
| ウクライナ共産党                   | 1,257,291  | 5.39   | 27     | 5.87   |
| リトヴィン連合                     | 924,538    | 3.96   | 20     | 4.35   |
| ウクライナ社会党                   | 668,234    | 2.86   | 0      | 0.00   |
| 急進社会党                         | 309,008    | 1.32   | 0      | 0.00   |
| その他の政党及び選挙連合           | 661,928    | 2.78   | 0      | 0.00   |
| 全党派合計                         | 22,298,369 |        | 450    | 100.00 |
| 支持無し                           | 637,185    |        |        |        |
| 無効票                             | 379,658    |        |        |        |

注：本表では有効投票1％以上を得た政党については独自党名で、それ未満の政党については「その他の政党及び選挙連合」として掲載した。
選挙の結果、ヤヌコーヴィチ首相が率いる与党地域党は第一党を維持したものの、連立与党の社会党が議席阻止線である有効投票3％を超えることが出来ず全議席を失い、与党連合は過半数を下回る結果となった。これに対しティモシェンコ元首相が率いる「ティモシェンコ・ブロック」は得票と議席を大幅に増やして躍進した。選挙後の11月28日、「ティモシェンコ・ブロック」と「我らのウクライナ・人民自衛」との間で与党連合（オレンジ連合）を結成。翌月18日にティモシェンコが首相に任命され、両政治勢力からなる新内閣が発足した。

## 参考資料
2010年2月8日閲覧。
- 北海道大学スラブ研究センター所属共同研究員 藤森信吉制作「ウクライナの選挙・政党データ」（エクセル）。西南大学法学部教員、仙石学サイトの「ポスト社会主義国の選挙･政党データ(ベータ版)」より。
- CENTRAL ELECTION COMMISSION OF UKRAINE（ウクライナ中央選挙管理委員会）英語版

2010年2月10日閲覧
- 外務省　各国・地域情勢「ウクライナ」
- 在ウクライナ日本大使館　ウクライナ概観